# لوکا مورا
لوکا مورا (انگلیسی: Luca Mora؛ زادهٔ ۱۰ مهٔ ۱۹۸۸) بازیکن فوتبال اهل ایتالیا است.
از باشگاه‌هایی که در آن بازی کرده‌است می‌توان به باشگاه فوتبال اسپتزیا و باشگاه فوتبال آلساندریا اشاره کرد.